# Constable paroissial
Un constable paroissial (parish constable) était, en Angleterre  du XIIIe siècle à 1829 un officier chargé du maintien de l'ordre et du respect des lois, habituellement bénévole et à temps partiel au service d'une paroisse civile. Dans certaines paroisses, cette fonction était désignée Grand Constable (High Constable). Ainsi, par exemple, le  High Constable de Holborn.
À Londres, la fonction disparaît en 1829 avec la création du Metropolitan Police Service, une force de police professionnelle employée à plein temps. Ailleurs les constables paroissiaux sont progressivement remplacés par des forces de polices de comtés, après la promulgation du County Police Act en 1839 . Les constables paroissiaux tenaient l'essentiel de leurs prérogatives de leurs paroisses locales.